# Dirk Brouwer
Dirk Brouwer (Rotterdam, 1º settembre 1902 – New Haven, 31 gennaio 1966) è stato un astronomo olandese naturalizzato statunitense.
Ricevuto il Doctor of Philosophy nel 1927 all'Università di Leiden, per poi trasferirsi all'Università Yale, studiando a fondo la Meccanica celeste. Gli è stato dedicato l'asteroide 1746 Brouwer.

## Onorificenze
- Gold Medal of the Royal Astronomical Society (1955)
- Bruce Medal (1966)